# 李光耀之死
2015年3月23日凌晨3時18分（新加坡標準時間），新加坡建国后首任总理、前內閣资政和执政人民行动党首任秘书长李光耀因重症肺炎医治无效逝世，享耆壽91歲。新加坡政府因其離世舉行了一連串悼念活動。

## 入院与逝世
2015年2月5日，李光耀因重症肺炎被送至新加坡中央医院治疗，并启用呼吸机。新加坡总理公署21日发表声明说，李被入住进行治疗，当时病情处于稳定状态，在3月6日病情仍没有太大的变化。3月17日，新加坡总理办公室发表声明称，李光耀的病情因感染出现恶化，医护人员对李光耀使用抗生素，并密切监控其病情。
2015年3月23日凌晨3時18分（新加坡標準時間），李光耀因重症肺炎医治无效逝世，享年91歲。

### 逝世前的假消息事件
3月18日夜，网上流传一个据称是新加坡总理公署网站文告的截图，称建国总理李光耀已经逝世，并被人民网、网易、凤凰网、《中国时报》和美国有线电视新闻网（CNN）等多家外媒转载。随后联合早报向新加坡总理公署求证。总理公署回应称未发布任何新訊息，该文告为假冒文告。总理公署呼吁公众查证消息来源的链接，并已就此事件向警方报案。调查得知，一名未满16岁的新加坡男学生涉嫌发布此消息。他可能触犯了滥用电脑法令，一旦罪名成立，将面临不超过5万新元的罚款，或10年以内的监禁，或者两者兼施。错误转发的多家外媒已相继纠正或撤下错误报道。

## 悼念活動

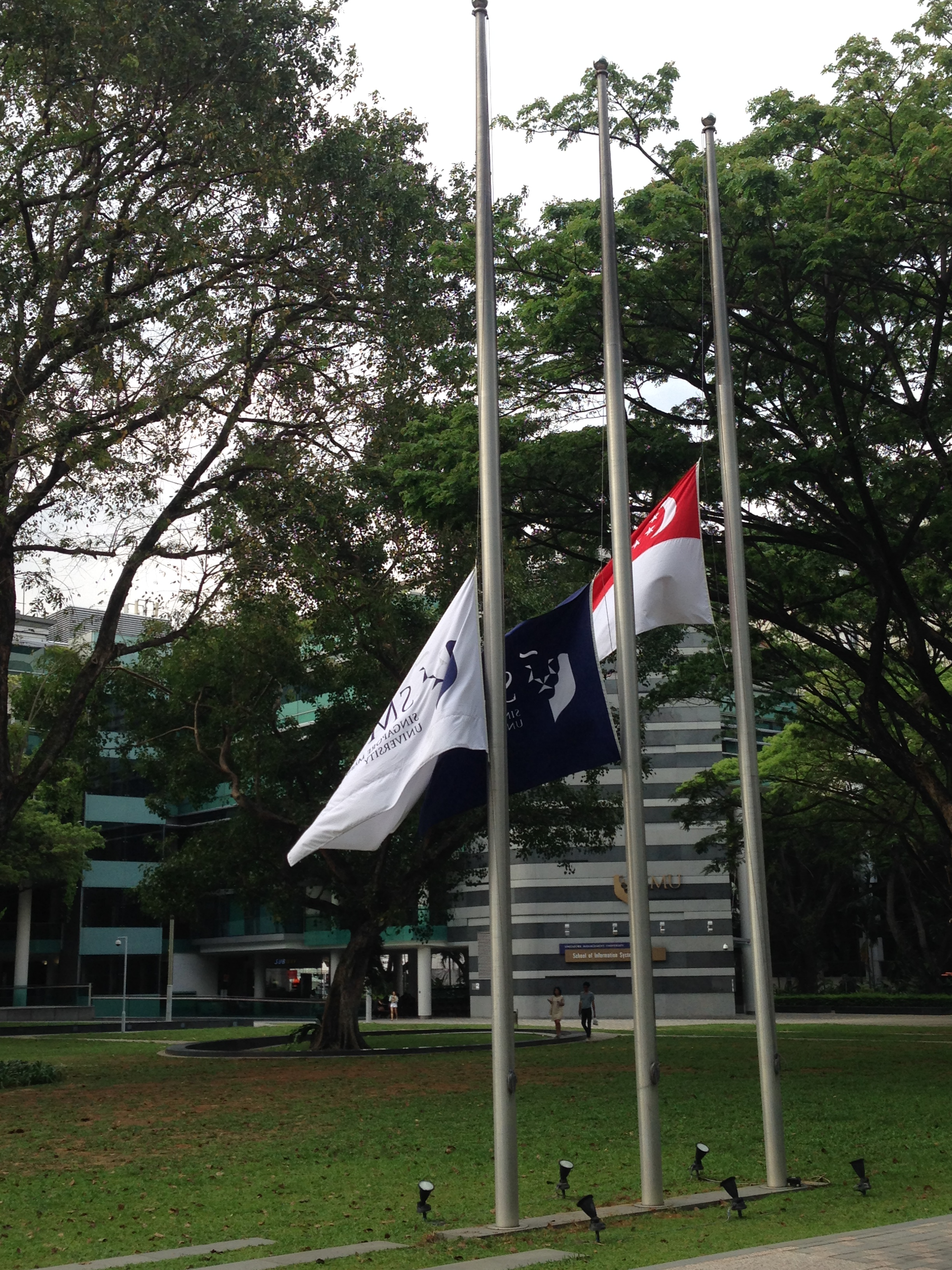
李光耀逝世后，新加坡管理大学的新加坡国旗和大學的旗幟降半旗。

2015年3月23日至29日，新加坡所有政府建筑将降半旗，表达对李光耀的敬意。

### 私人守靈儀式
李光耀的靈柩于23日下午1时停放于总统官邸，并於23日至25日将灵柩移动至總理官邸，近1,200人弔唁。

### 特別国会會議
新加坡國會於26日召开特别會議，向建国总理李光耀致敬。

### 民众瞻仰
李光耀的灵柩于25日至28日停放在新加坡国会大厦供民众瞻仰，有民眾於24日晚上已到場輪候，亦有民眾於日間等候八小時才能入內瞻仰；由於數以萬計市民受雇，於國會大廈附近等候，故當局延長國會大廈的開放時間至午夜，繼而通宵開放，而新加坡的地鐵、輕軌、部份巴士路線亦通宵行走。

### 吊唁處
新加坡於國內安排18個公眾吊唁處，供公眾吊唁。而境外的使領機構亦用作吊唁用途。

### 展覽
新加坡國家博物館從3月25日至4月26日，為李光耀舉辦紀念展覽。而新加坡國內25間公立圖書館亦增設有關李光耀著作的專區。

### 国葬
李光耀的国葬于新加坡时间3月29日下午2点在新加坡国立大学文化中心举行。中华人民共和国副主席李源潮、韩国总统朴槿惠、美国前总统比尔·克林顿等世界各国政要将会参加此次国葬活动。
發言的人士包括：
- 李光耀長子、总理李显龙[18]
- 总统陈庆炎
- 荣誉国务资政吴作栋
- 前内阁部长王邦文
- 前任部长丹那巴南
- 前高级政务部长施迪
- 日薪公共雇员联合会秘书长穆都古玛
- 丹戎巴葛社区领袖梁镇龙
- 《海峡时报》前记者赵环玮
- 李光耀次子李显扬[19]

宣读悼文结束后，总理李显龙和总统陈庆炎，分别代表家人和新加坡政府向李光耀献花，武装部队铜乐队号角手吹响名为《最后岗位》的樂曲。16点35分，現场出席者及新加坡民众，一同为李先生默哀一分钟。跟着宣读信约，最後典禮台上播出了新加坡國旗的畫面，並奏新加坡国歌。国葬仪式約於16時40分完結，李光耀的灵柩移往万礼火葬场，由李家举行私人仪式後火化。

#### 主要吊唁者名单
以下为前往新加坡总理官邸哀悼李光耀的主要悼喪者：
| 国家/地区 | 职位               | 姓名              |
| --------- | ------------------ | ----------------- |
|           | 文莱苏丹           | 哈桑纳尔·博尔基亚 |
| 香港      | 长和集团董事局主席 | 李嘉诚            |
| 香港      | 香港商人           | 李澤楷            |
| 香港      | 香港商人           | 李泽钜            |
| 中華民國  | 總統               | 马英九            |

以下为前往新加坡国会大厦哀悼李光耀的主要悼問者：
| 国家/地区        | 职位                                     | 姓名                                       |
| ---------------- | ---------------------------------------- | ------------------------------------------ |
| 巴林             | 巴林王储                                 | 哈迈德·本·伊萨·本·萨勒曼·阿勒哈利法        |
| 不丹             | 不丹国王                                 | 吉格梅·凯萨尔·纳姆耶尔·旺楚克              |
| 不丹             | 不丹王后                                 | 吉增·佩玛                                  |
| 中华人民共和国   | 阿里巴巴集团主席                         | 马云                                       |
| 中华人民共和国   | 中华人民共和国副主席、中共中央政治局委员 | 李源潮                                     |
| 印度尼西亞       | 前印尼总统配偶                           | Ani Yudhoyono                              |
| 印度尼西亞       | 前印尼内阁协调经济部长                   | Chairul Tanjung                            |
| 印度尼西亞       | 前印尼驻美大使                           | Dino Patti Djalal                          |
| 印度尼西亞       | 前印尼外交部部长                         | Hassan Wirajuda                            |
| 印度尼西亞       | 第五任印尼总统                           | 梅加瓦蒂·苏加诺普特丽                      |
| 印度尼西亞       | 前印尼总统选举候选人                     | 普拉博沃·苏比安托                          |
| 印度尼西亞       | 印尼人民协商会议副主席                   | Sapta Odang                                |
| 印度尼西亞       | 第6任印尼总统                            | 苏西洛·班邦·尤多约诺                       |
| 印度尼西亞       | 印尼人民协商会议主席                     | Zulkifli Hasan                             |
| 以色列           | 以色列总统                               | 鲁文·里夫林                                |
| 马来西亚         | 马来西亚外交部部长                       | 阿尼法阿曼                                 |
| 马来西亚         | 马来西亚财政部部长                       | Daim Zainuddin                             |
| 马来西亚         | 马来西亚天然资源和环境部部长             | G. Palanivel                               |
| 马来西亚         | 马来西亚交通部部长                       | 廖中莱                                     |
| 马来西亚         | 马来西亚首相                             | 纳吉·阿都拉萨                              |
| 马来西亚         | 柔佛苏丹后                               | Raja Zarith Sofia                          |
| 马来西亚         | 马来西亚总理配偶                         | 罗斯玛·曼梳                                |
| 马来西亚         | 柔佛苏丹                                 | 苏丹依布拉欣·依斯迈                        |
| 馬爾地夫         | 前马尔代夫总统                           | 穆蒙·阿卜杜勒·加尧姆                       |
| 蒙古国           | 蒙古国外交部长                           | Lundeg Purevsuren                          |
| 阿曼             | 阿曼外交部长                             | Sayyid Badr bin Hamad bin Hamood AlBusaidi |
| 斯里蘭卡         | 斯里兰卡外交部长                         | Mangala Samaraweera                        |
| 中華民國（臺灣） | 前行政院院长，前總統府資政               | 郝柏村                                     |
| 东帝汶           | 前东帝汶总统                             | 若泽·拉莫斯·奥尔塔                         |
| 阿联酋           |                                          | Sheikh Hamed bin Zayed Al Nahyan           |
| 美国             | 前美国总统                               | 比尔·克林顿                                |
| 美国             | 前美国国务卿                             | 亨利·基辛格                                |
| 美国             | 前总统国家安全事务助理                   | 汤姆·多尼伦                                |
| 美国             | 前美国驻新加坡大使                       | Steven J. Green                            |
| 越南             | 东盟秘书长                               | 黎良明                                     |

以下为前往新加坡国立大学文化中心参加李光耀国葬的主要政界人士：
| 国家/地区        | 职位                                     | 姓名                          |
| ---------------- | ---------------------------------------- | ----------------------------- |
|                  | 澳大利亚总理                             | 托尼·阿博特                   |
|                  | 孟加拉国外交部长                         | Abul Hassan Mahmud Ali        |
| 不丹             | 不丹国王                                 | 吉格梅·凯萨尔·纳姆耶尔·旺楚克 |
| 不丹             | 不丹王后                                 | 吉增·佩玛                     |
|                  | 文莱苏丹                                 | 哈桑纳尔·博尔基亚             |
| 柬埔寨           | 柬埔寨总理                               | 洪森                          |
| 加拿大           | 加拿大总督                               | 大衛·勞埃德·約翰斯頓          |
| 中华人民共和国   | 中华人民共和国副主席、中共中央政治局委员 | 李源潮                        |
| 香港             | 全国政协副主席、前香港特别行政区行政长官 | 董建华                        |
| 印度             | 印度总理                                 | 纳伦德拉·莫迪                 |
| 印度尼西亞       | 印尼总统                                 | 佐科·维多多                   |
| 以色列           | 以色列总统                               | 鲁文·里夫林                   |
| 日本             | 日本内阁总理大臣                         | 安倍晋三                      |
|                  | 哈萨克斯坦总理                           | 卡里姆·马西莫夫               |
|                  | 老挝总理                                 | 通邢·塔马冯                   |
| 马来西亚         | 马来西亚最高元首                         | 苏丹端古·阿卜杜勒·哈利姆      |
| 緬甸             | 缅甸总统                                 | 登盛                          |
| 尼泊尔           | 尼泊尔副总理                             | Prakash Man Singh             |
| 新西兰           | 新西兰总督                               | Jerry Mateparae               |
| 菲律賓           | 菲律宾参议院院长                         | Franklin Drilon               |
| 菲律賓           | 菲律宾外交部长                           | Albert del Rosario            |
| 菲律賓           | 菲律宾财政部长                           | 塞萨尔·普利斯马               |
|                  | 卡塔尔埃米尔                             | 塔米姆·本·哈迈德·阿勒萨尼     |
| 俄羅斯           | 俄罗斯第一副总理                         | Igor Shuvalov                 |
| 南非             | 公共工程部长                             | Thulas Nxesi                  |
|                  | 韩国总统                                 | 朴槿惠                        |
| 泰國             | 泰国总理                                 | 巴育·占奥差                   |
| 中華民國（臺灣） | 前中華民國副總統、前行政院院長           | 連戰                          |
| 中華民國（臺灣） | 前中華民國副總統、前行政院院長           | 蕭萬長                        |
| 中華民國（臺灣） | 前行政院院長、前總統府資政               | 郝柏村                        |
| 中華民國（臺灣） | 前行政院院長、前總統府秘書長             | 蘇貞昌                        |
| 英国             | 英国下议院领袖                           | 威廉·黑格                     |
| 美国             | 前美国总统                               | 比尔·克林顿                   |
| 美国             | 前美国国务卿                             | 亨利·基辛格                   |
| 美国             | 美国驻新加坡大使                         | Kirk Wagar                    |
| 美国             | 前美国驻新加坡大使                       | Steven J. Green               |
| 美国             | 前总统国家安全事务助理                   | 汤姆·多尼伦                   |
| 越南             | 越南总理                                 | 阮晋勇                        |

### 其它
另外，在广东梅州大埔高陂唐溪村的李家祖居中翰第，当地村民也举行了李光耀逝世的悼念活动。

## 國內回應
現任總理，李光耀長子李顯龍在當地時間早上八時以馬來語、華語和英語發表電視廣播，演講期間一度哽咽。
在華語的演講中，他表示：
|  | 今天，我們失去了一位敬愛的領袖，建國總理李光耀先生。李先生在我們心目中的地位是無可替代的，他與人民建立了深厚的感情，深受人民的愛戴。在李先生住院期間，各階層人士通過不同的方式表達了大家的關懷和慰問。這給了李先生和我家人很大的安慰。我謹代表家屬向大家致以最衷心的感謝。由始至終，李先生最關心的就是新加坡的存亡。他把一生奉獻給新加坡，致力團結全國人民，激發大家自力更生。在他的領導下，我國成功從第三世界晉升第一世界，成為一個讓人民引以為豪的家園。他的離去對新加坡和我家人是個巨大的損失。在這悲痛的時刻，我們要把李先生的貢獻銘記在心。悼念他最好的方式就是繼續發揚他的愛國精神，團結一致，讓這個他付出畢生精力建立的新加坡，繼續繁榮穩定。建國總理李光耀先生，請您安息吧！ |

另外，新加坡前总理吴作栋和总统陈庆炎，也为李光耀的逝世哀悼。
包括国会最大反对党工人党在内的新加坡各反对党也纷纷就李光耀的逝世表示哀悼，并向李显龙总理传达慰问。工人党领导人刘程强称赞李光耀拥有“杰出的智慧和勇气”，但表示，他的政策和方法也让新加坡付出了代价。
新加坡政府控股的新传媒旗下各频道的娱乐节目停播一周，全天滚动播出与李光耀相关的特备节目、新闻节目、时事节目和资讯节目。
另外，新加坡籍歌手孙燕姿取消于3月25日在中国大陆举行的个人演唱会，她于当日带着2岁大的儿子到国会大厦排队，向李光耀致敬。
马来亚南洋大学校友会发布文告称，李光耀政府关闭南洋大学，压制华文教育仍是不可原谅的，并指新加坡凭着其优良的地理位置，勤劳人民的劳动及工商界的贡献而取得的成绩，将这一切荣耀归功于李光耀是不恰当的。

## 國際回應

### 亚洲

#### 中华人民共和国（中国大陆）
中華人民共和國主席習近平于3月23日向新加坡总统陈庆炎致唁电。他表示，李光耀是“新加坡的缔造者，也是广受国际社会尊重的战略家和政治家。他也是中国人民的老朋友，是中新关系的奠基人、开拓者、推动者”。国务院总理李克强代表中国政府和人民并以个人的名义，向新加坡政府及总理李显龙和人民表示沉痛哀悼。全国人大常委会委员长张德江和国务院副总理张高丽也分别向新加坡国会议长和政府副总理致唁电。外交部发言人华春莹表示，国家副主席李源潮将应邀出席李光耀的葬礼和吊唁活动。

##### 香港特別行政區
时任行政长官梁振英于3月23日致函新加坡总理李显龙。他表示，李光耀“为人正直，坚毅不拔，凭着过人的远见和魄力，为新加坡奠定稳固基础，使新加坡繁荣稳定，在经济发展取得骄人成就”。

##### 澳門特別行政區
行政长官崔世安于3月23日致函新加坡总理李显龙，对李光耀的逝世表示哀悼。

#### 日本
日本首相安倍晋三表示，李光耀是“亚洲最伟大的领袖，他奠定了新加坡的繁荣”。

#### 大韓民國
《朝鲜日报》、《中央日报》、《东亚日报》均对李光耀的逝世作出了报道。3月23日，总统朴槿惠发表声明，对新加坡前总理李光耀逝世表示哀悼。

#### 朝鮮民主主義人民共和國
内阁总理朴凤柱就新加坡前总理李光耀逝世向新加坡总理李显龙致唁电，称李光耀“是新加坡共和国的缔造者，是朝鲜人民的老朋友”。

#### 菲律賓
总统阿基诺三世对李光耀的逝世表示：“新加坡的一个时代结束了。”

#### 马来西亚
首相纳吉·阿都拉萨向新加坡总理致唁电；而前首相马哈迪·莫哈末在其部落格发表了主题为“光耀与我”的文章，他对李光耀的逝世表示悲伤及哀悼，他说他经常跟这位新加坡老将交锋，但对这新生的国家茁壮成长上提供了不分仇敌的意见，他还写随着李光耀的逝世，东盟在没有李光耀及苏哈托总统下失去了强势领导。

#### 泰國
总理巴育·占奥差对李光耀逝世表示哀悼。

#### 印度尼西亞
总统佐科·维多多对李光耀逝世表示哀悼，並稱他為印尼的親密夥伴。

#### 印度
总理纳伦德拉·莫迪表示，李光耀是一位“有眼光的领导人”。

#### 阿富汗
总统阿什拉夫·加尼·艾哈迈德扎伊评价李光耀是“一位有灵感的领导人”。

#### 
苏丹哈桑纳尔·博尔基亚评价李光耀是“魅力和模范的领导者”。

#### 柬埔寨
首相洪森表示，李光耀是新加坡之国父，在他的领导之下，新加坡成为了世界最繁荣的国家。

#### 越南
总理阮晋勇和部分内閣成員親自到新加坡駐越大使館向李光耀致哀。阮晉勇在吊唁冊寫道，李光耀的逝世是新加坡和整個東盟共同體的損失，又表示他的思維和對新加坡的貢獻都會成為鼓舞新加坡世代進步的泉源。

#### 
總理通邢·塔馬馮向新加坡總理致唁電，形容李光耀是「一位卓越的領袖」，對新加坡和老撾，以至於和東盟各成員國之間「友好合作關係的發展」立下功勞。

#### 伊朗
总统鲁哈尼表示，李光耀是是一位“有眼光的领导人”。他还说，经过李光耀的执政，新加坡成为亚洲最重要的金融中心。他的事迹将永远不会忘记。

#### 中華民國（臺灣）
中华民国外交部部长林永樂請中华民国駐新加坡代表謝發達轉達總統馬英九及行政院長毛治國唁電，對李光耀家屬表達慰問之意。马英九于24日飞赴新加坡吊唁李光耀，而对此中国大陆方面反应平淡，未对新加坡方面表示不满。林永樂亦前往新加坡駐台代表處吊唁。

### 大洋洲

#### 
澳大利亚总理托尼·阿博特对李光耀逝世表示哀悼。

#### 新西兰
新西兰总理约翰·基对李光耀逝世表示哀悼。

#### 斐济
总理弗兰克·姆拜尼马拉马向新加坡总理致唁电。

### 欧洲

#### 德国
德国总理默克尔向新加坡总理李显龙发唁电。她表示李光耀曾带领新加坡“成为东南亚进步和现代化的缩影”、“与德国密切合作的贸易、物流、金融和研究的全球中心”。她还回忆起2011年赴新加坡的访问，并与李光耀激烈讨论。

#### 英国
时任首相戴维·卡梅伦表示，李光耀是“英国的老朋友”。前首相托尼·布莱尔称赞李光耀是“现代社会最不寻常的领导人之一”和“真正的政治巨人”。英国女王伊丽莎白二世表示，李光耀是一位有远见的领导人。

#### 法國
總統弗朗索瓦·奧朗德表示，李光耀之死令法國失去一個令兩國關係更緊密的朋友。

#### 俄羅斯
总统普京对李光耀逝世表示哀悼。而克里姆林宫新闻局则表示，“俄罗斯把李光耀视为发展两国友好关系的一贯支持者，他为加强双边互利合作做出巨大贡献”。

#### 義大利
总理马泰奥·伦齐向新加坡总理致唁电。

#### 土耳其
总统雷杰普·塔伊普·埃尔多安致电新加坡总理李显龙，对李光耀的逝世致唁电。土耳其外交部还发表其官方声明。

#### 西班牙
首相马里亚诺·拉霍伊表示，他对李光耀的逝世深表痛心。

### 美洲

#### 美国
总统贝拉克·奥巴马称，他对李光耀的逝世表示痛心，在悼文中称李光耀是“历史真正的巨人”。美国前总统乔治·赫伯特·沃克·布什表示，他与夫人对于李光耀的逝世感到难过。

#### 加拿大
总理哈珀在声明中说，他伤心地得知李光耀的死讯，并代表加拿大人民传达慰问，称李光耀为“备受尊敬和有成就的领导者”。。

#### 墨西哥
总统恩里克·佩尼亚·涅托在推特上发布消息称，对李光耀的逝世深表遗憾。

#### 千里達及托巴哥
总理卡姆拉·珀塞德－比塞萨尔对李光耀逝世表示哀悼 。

### 非洲

#### 南非
南非政府对李光耀的逝世发表声明。

### 国际组织

#### 联合国
联合国秘书长潘基文表示，他对李光耀的逝世表示哀悼。他还在声明中将李光耀称为一位传奇式人物和令人尊敬和鼓舞的亚洲领导人。

#### 人权观察
人权观察组织亚洲副主任菲尔·罗伯逊称，李光耀在新加坡经济发展中所获得的成绩是以牺牲民主和人权为代价换取的，并称“今天的新加坡需要改变”。

### 其他政界人士
第十四世达赖喇嘛致函新加坡总理李显龙，向李光耀家人和新加坡人民表示慰问。

### 商界人士
新闻集团董事会主席默多克、香港长和集团董事局主席李嘉诚、马来西亚籍华人企业家郭鹤年对李光耀的逝世表示沉痛哀悼。

### 学界人士
马来亚南洋大学校友会发布文告称，李光耀政府关闭南洋大学，压制华文教育仍是不可原谅的，并指新加坡凭着其优良的地理位置，勤劳人民的劳动及工商界的贡献而取得的成绩，将这一切荣耀归功于李光耀是不恰当的。

## 学者评论
南洋大学出身的学者商丘羊认为，李光耀一死，新加坡的各种媒体，包括报纸、电台、电视台、杂志刊物等，立刻推出报道，速度之快，步伐之统一，声调之一致，这说明人民行动党早有准备，利用李光耀之死，制造有利效应，达到最佳效果。新加坡当局原先考虑，希望李光耀能在2015年国庆日之后才死，就能借庆祝50周年国庆和李光耀的影响力产生巨大的选举效果。然而李光耀提前死了，第二个方案立刻运作起来，借李光耀之死，博取民众的同情，从而产生对大选的有利条件。
他还指出，李光耀的灵柩，三易其地，从总统府、国会大厦，直到3月29日之国立大学文化馆，凭吊者络绎于道。按照华人古代遗制，停灵不易其位，以免惊动死者，然而今天早已不须遵制，而是为了需要。当局这种安排自有考量，目的是配合媒体，制造对人民行动党参加下次新加坡大选有利的声势。然而以新加坡500多万人口计算，这几天前往吊唁之人不下140余万人，扣除学生、游客与重复吊唁者，就以整数140万计算，不过是新加坡人口之1/4，实际上达不到预期目标。李光耀是政治人物，自然会有拥护者。凡是政治人物，生前都会有大批拥护者，希特勒、墨索里尼、佛朗哥、朴正熙、吴廷琰、苏哈托、蒋介石……这些独裁者生前都有成千上万的拥护者，不足为奇。但是，这些独裁者死后，人亡政息，很快就烟消云散，剩下的是人们一点一滴拼凑出他们的过去，留下谩骂和唾弃。拥护者在政治人物死后，会继续拥护死者，藉以讨好仍存的势力。李光耀死后也不例外，这只要看看各种媒体一周以来的报道和言论就可以知晓。李光耀留给李显龙一个设计周密的政权，在这个政权中，政治和经济大权牢牢掌控在李氏家族手中。不过，根据人亡政息规律，李显龙必须在各方面进行改变而不是亦步亦趋。如果没有自己的政治见解，没有自己的治国魄力，旁人很快看出底细，不过尔尔，内部的隐患会逐渐加剧扩大，而染指者也在暗中窥视。倘若李光耀留下遗诏，安排李家第三代总理上台，以李显龙的政治智慧，那将是新加坡政治的不幸，也将是李氏政权面对的挑战。
许多政治分析员相信李光耀的逝世，让马来西亚前首相马哈迪·莫哈末成为东南亚最后的“老卫兵”。

## 相关事件
2015年3月27日，曾出演电影《孩子不坏》的新加坡16岁少年余澎杉在YouTube上传长度为8分38秒的自拍短片，题目为“李光耀终于死了！（Lee Kuan Yew Is Finally Dead!）”，称李光耀强权，建立了一个贫富悬殊、以物质富足论成败的社会，还把李光耀形容为“被过度褒扬、极具马基雅维利色彩的领导人”，并出言“愿你不得安息”。在片中，余澎杉又用耶稣比喻李光耀，指“两者都是渴望权力而具恶意，却骗人以为他俩慈悲仁厚”，又批评李的追随者“完全妄想又无知”，对李的真实为人“浑无逻辑和认知”，如同基督徒一味盲从圣经和牧师。余澎杉将此事件视为对新加坡现总理李显龙的考量，他在视频向李显龙问到是否会因为他的观点而逮捕他。“如果李显龙想逮捕我的话，我将不得不和他抗争到底。”随后，15名警员上门拘捕余澎杉。3月30日，新加坡警方一名发言人出面证实余澎杉被捕，但未说明其嫌疑罪行。涉案短片目前已被设为“私人”，无法浏览，但有其他网民转发了整段视频。事件传出之后，引来各界极大的反响，认为该少年的片段并无冒犯，有当地网民于网站www.change.org发动联署，要求当地警方尽快释放余澎杉。另外，新加坡刑法第298条定明，凡言语蓄意伤害他人的宗教或种族情感，罪成可判监高达3年及罚款，余澎杉的言论触犯了该条。

## 外部連結
- Remembering Lee Kuan Yew （页面存档备份，存于）